# Almindelig månerude
Almindelig Månerude (Botrychium lunaria) er en 5-20 cm høj urt, der vokser på overdrev og heder og i klitter. Månerude tilhører Slangetunge-familien, hvis arter formerer sig ved sporer ligesom bregner.

## Beskrivelse
Almindelig Månerude er en flerårig urt med en opret vækst. Stænglen deler sig ca. på midten i en steril del (bladet) og en fertil del. Bladet består af 2-8 par nyre- til vifteformede kødfulde småblade. Den fertile del er en klase af små grupper sporehuse.
Jordstænglen har kødfulde smårødder.
Højde x bredde: 0,30 x 0,10.

## Voksested
Hist og her på fugtige kalkrige overdrev og strandenge i Danmark og Sydsverige. Sjælden i det øvrige Norden.
| Portal | Portal:Botanik |